# 野良犬 (1949年の映画)
『野良犬』（のらいぬ）は、1949年（昭和24年）10月17日公開の日本映画である。新東宝・映画芸術協会製作、東宝配給。監督は黒澤明、主演は三船敏郎、志村喬。モノクロ、スタンダード、122分。
終戦直後の東京を舞台に、拳銃を盗まれた若い刑事がベテラン刑事と共に犯人を追い求める姿を描いた、黒澤監督初の犯罪サスペンス映画である。東宝争議の影響で東宝を離れていた黒澤が他社で撮った作品の1本である。第23回キネマ旬報ベスト・テン第3位。昭和24年度芸術祭賞。

## あらすじ

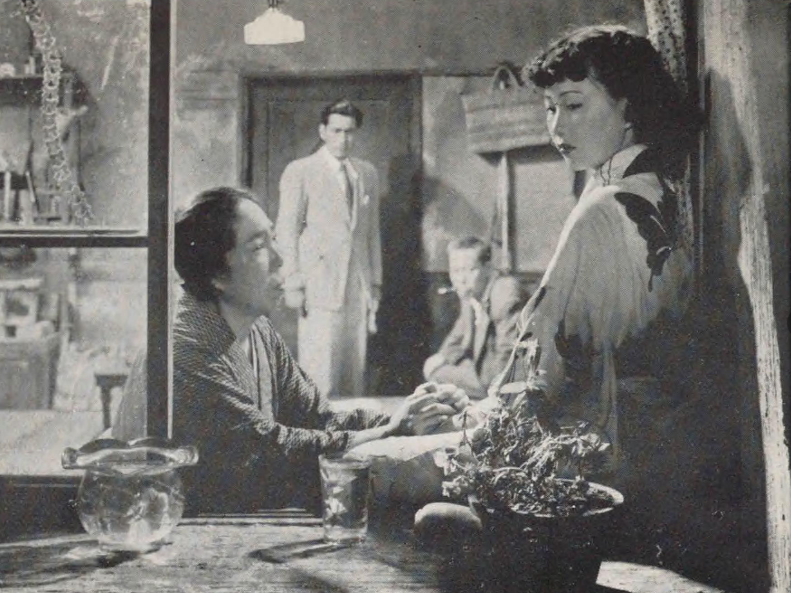
ハルミの自宅のシーン

ある猛暑の日、村上刑事は射撃訓練からの帰途のバス中で隣に立った女性にコルト式自動拳銃を掏られ、追うも見失ってしまう。拳銃の中には7発の銃弾が残っている。村上は上司の中島警部の助言で、スリ係の市川刑事に相談し、鑑識手口カードを調べるうちに女スリのお銀に目星を付ける。村上はお銀のもとを訪ねるも、彼女はシラを切るばかり。そこで村上は彼女を執拗に追い回し、拳銃がもう手元に無いなら、せめてヒントだけでもと懇願を続けた。とうとう観念したお銀は、場末の盛り場で食い詰めた風体でうろついているとピストル屋が袖を引くというヒントを与える。
ピストルを探すため復員兵姿で闇市を歩く村上は、ついにピストルの闇取引の現場を突き止め、ピストル屋のヒモの女を確保するが、先に女を捕まえたためピストルを渡しに来た売人の男に逃げられてしまう。そこへ淀橋で強盗傷害事件が発生し、村上のコルトが使われたと分かった。責任を感じた村上は辞表を提出するが、中島警部はそれを引き裂き「君の不運は君のチャンスだ」と諭す。村上は淀橋署のベテラン刑事佐藤と組み捜査を行うことになった。
村上と佐藤はピストル屋のヒモの女を聴取して、拳銃の闇ブローカー・本多の存在を突き止める。本多が野球好きだと知り、捜査陣は巨人対南海戦が行われる後楽園球場に向かう。アイスキャンディー売りの男が本多を発見し、二人は場内放送で本多を正面玄関に呼び出して逮捕する。本多が保証として取り上げていた米穀配給通帳からピストルは遊佐という男の手元にあることが判明。二人は早速遊佐の実家の桶屋へ向かって彼の姉に会い、遊佐が復員のときに帰りの汽車で全財産のリュックを盗まれて、それが原因で道を踏み外したことを知る。また、実家の部屋から発見した便箋より、恋人のハルミの存在をつかむ。二人はダンスホールを訪ね、そこで踊子をしているハルミを訪ねるが、彼女は「リュックを盗むやつが悪いのよ」と口を割らない。しかし村上はハルミに、自分も遊佐と同じく復員の際にリュックを盗まれた体験があると告げる。
ついに村上のコルトで強盗殺人事件が発生、夫が出張した留守宅の妻が犠牲となった。帰宅して死体を発見し、慟哭する夫に、捜査員たちはかける言葉を失い、犯人への憤りを募らせる。まだピストルには弾が5発残っている。二人はハルミのアパートへ向かい、村上はハルミが遊佐について白状するのを待つ。佐藤は部屋にあった「あづまホテル」のマッチを手掛かりに単独で遊佐を追い、彼が宿泊する弥生ホテルに辿り着く。佐藤はホテルのロビーからハルミ宅にいる村上に電話をかけようとするが、捜査の手が伸びてきたことに気付いた遊佐の凶弾に倒れてしまう。ハルミと村上は受話器越しに2発の銃声を聞き、村上は絶叫する。遊佐はそのまま雨が降る中を逃走した。
翌朝、警察病院で佐藤の回復を待つ村上の元にハルミがやって来て、遊佐が午前6時に大原駅（架空の駅）で待っていることを告げる。村上は駅へ駆け付け、待合室の人々の中から泥だらけの靴を履いた白い服の男を探し出す。村上と目が合った遊佐は逃亡。それを追いかけ村上は、静かな雑木林の中で拳銃を構えた遊佐と対峙する。1発の銃弾が村上の左腕を射抜き、残りの2発は外れ、弾丸はなくなる。激しい格闘の末、村上は手錠をかけた遊佐とともにその場に倒れこむ。そのそばを幼稚園児たちが「蝶々」を歌いながら通っていく。遊佐はその歌声のなか慟哭、悶絶する。
数日後、病室の佐藤を訪れた村上は、遊佐の行状を他人事とは思えないと述懐する。それに対して佐藤は、この町では犯罪は毎日のように起きており、遊佐のことなどいずれ忘れるだろうと諭す。

## スタッフ
- 監督：黒澤明
- 製作：本木荘二郎
- 脚本：黒澤明、菊島隆三
- 撮影：中井朝一
- 照明：石井長四郎
- 録音：矢野口文雄
- 美術：松山崇
- 振付：縣洋二（S.K.D）
- 音楽：早坂文雄
- 助監督：本多猪四郎
- 編集：後藤敏男
- 製作主任：平木政之助
- 監督助手：今泉善珠[2]
- B班撮影：山田一夫[2]
- 美術助手：村木与四郎[2]
- 音響効果：三縄一郎[2]
- 現像：新東宝現像所[2]

## キャスト
- 村上刑事：三船敏郎
- 佐藤刑事：志村喬
- 並木ハルミ：淡路惠子（S.K.D）
- ハルミの母：三好榮子
- ピストル屋のヒモ：千石規子
- 桶屋の女房（遊佐の姉）：本間文子
- スリ係市川刑事：河村黎吉（松竹）
- 光月の女将：飯田蝶子（松竹）
- 桶屋のおやぢ：東野英治郎（俳優座）
- 阿部捜査主任：永田靖（俳優座）
- 呑屋のおやぢ：松本克平（俳優座）

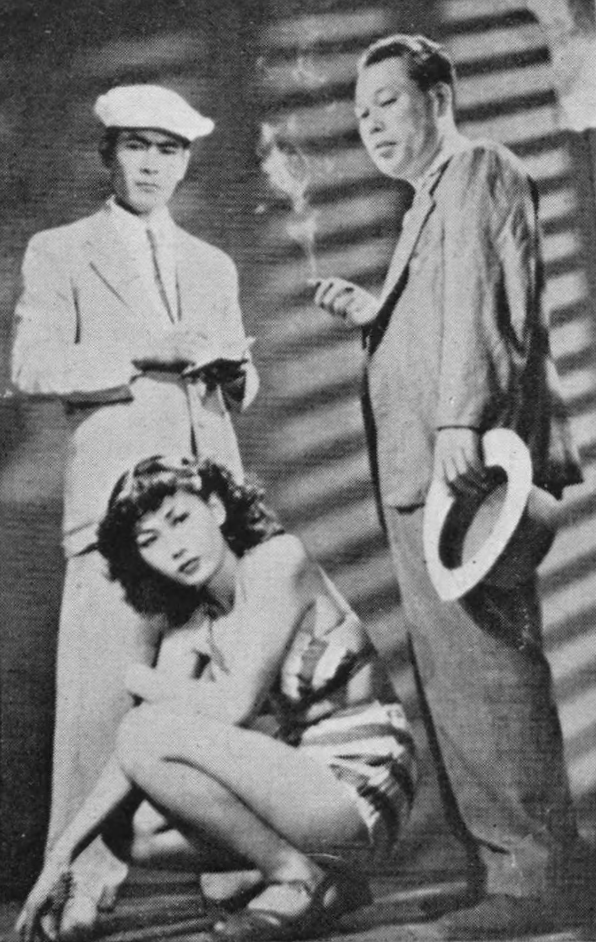
三船敏郎、志村喬、淡路惠子

- 遊佐（特攻隊あがりの復員兵）：木村功（俳優座）
- スリのお銀：岸輝子（俳優座）
- レビュウ劇場の演出家：千秋實（バラ座）
- ホテル彌生の支配人：菅井一郎（第一協團）
- 係長中島警部（村上の上司）：清水元（第一協團）
- 水撒きの巡査：柳谷寛（第一協團）
- 本多（拳銃の闇ブローカー）：山本礼三郎（第一協團）
- 鑑識課員：伊豆肇（第一協團）
- 被害者中村の夫：清水将夫（第一協團）
- アパートの管理人：高堂國典
- レビュウ劇場の支配人：伊藤雄之助
- 若い警察医：生方明
- さくらホテルの支配人：長濱藤夫
- リーゼントスタイルのボーイ：生方功
- チンピラ：水谷史郎
- 老人の町医者：田中榮三
- 佐藤の妻：本橋和子
- あづまホテルのマダム：戸田春子
- 藝者金太郎：登山晴子
- パチンコ屋の女：安雙三枝
- 支配人の妻：三條利喜江

※以下はノンクレジット
- レビュー劇場の客：堺左千夫
- ピアノを弾く奥さん：辻伊万里[3]
- スリの男：宇野晃司
- 鑑識課手口カード係：山川朔太郎
- 新聞記者：松尾文人
- ナレーター：本木荘二郎[4]

## 作品解説

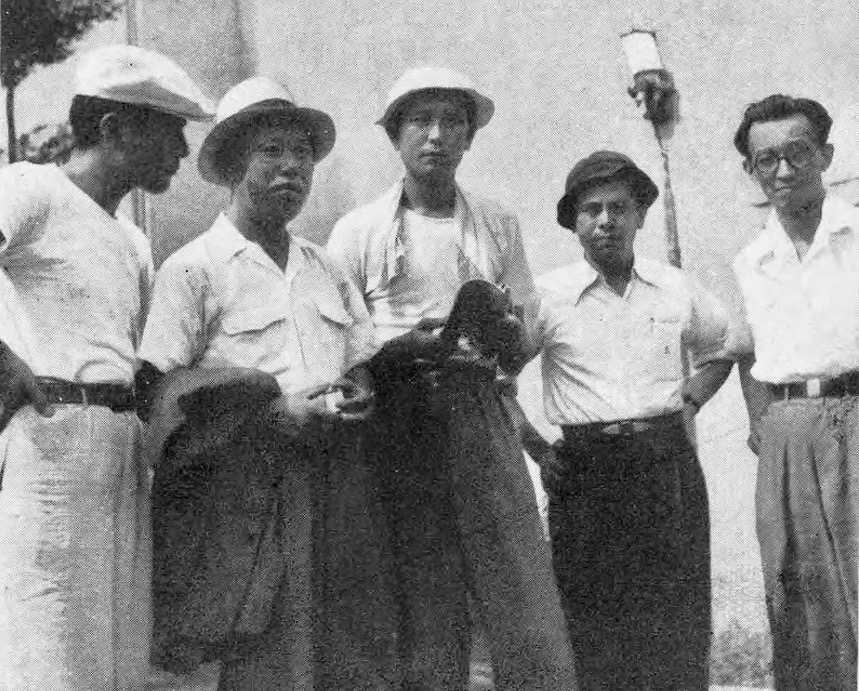
制作を記念して撮影された写真。左から三船敏郎、志村喬、黒澤明、菊島隆三、本木荘二郎。

日本映画において、ドキュメンタリータッチで描く刑事ものという新しいジャンルを開拓し、画期的な作品として、その後の同系作品に影響を与えた。また『醉いどれ天使』同様、戦後の街並みや風俗とその中で生きている諸々の登場人物が生き生きと描写されている。当時、黒澤は東宝争議の余波で東宝での映画製作を断念し、師の山本嘉次郎や本木荘二郎らと映画芸術協会に参加して他社で映画を撮っていた。本作は大映で撮った『静かなる決闘』に続いて他社で撮った2本目の作品で、映画芸術協会と新東宝の提携により製作した。
探偵小説の愛読者でもあった黒澤は、ジョルジュ・シムノンを意識したサスペンス映画を作ろうと企画し、新人の脚本家菊島隆三を共作に抜擢し、彼を警視庁に通わせて題材を集めさせた。そこで捜査一課の係長から、警官が拳銃を紛失することがあるというエピソードを入手、それを採用して熱海で脚本を作り上げた。
撮影のほとんどは貸しスタジオの太泉スタジオで行われた。予算が少ない中、警察の鑑識課からどじょう屋、ホテルやヒロインのアパートまで、オープンセットを含めて実に30数杯のセットが造られた。警察の鑑識課のセットは実際に警察署を見学し、引き出しのネームプレート一つに至るまで忠実に再現された。美術助手を務めた村木与四郎によると、どじょう屋のシーンでは生簀に本物のどじょうを入れたが、画面には全く映らなかったと、語っている。
本作は淡路恵子の映画デビュー作である。淡路は当時松竹歌劇団の研究生であり、本作に出演した時はまだ16歳だった。並木役の最終候補では淡路ともう一人が残ったが、黒澤が「淡路君の方が意地っ張りで面白そうだ」と決めたという。また、後の黒澤映画の常連俳優である千秋実の黒澤作品初出演作でもある。当初の配役では、並木ハルミ役に桂木洋子、中島警部役に小沢栄（当時の芸名、後の小沢栄太郎）、スリのお銀役に沢村貞子、桶屋の女房役に赤木蘭子だった。
復員服姿の村上刑事が闇市を歩く場面では、助監督の本多猪四郎と撮影助手の山田一夫の2人が上野の本物の闇市で隠し撮りを敢行し、本多は三船敏郎のスタンドインを務め、山田がアイモを箱の包に入れて撮影した。黒澤は後に「この作品で戦後風俗がよく描けていると言われるが、それは本多に負うところが大きい」と語り、本多を称賛している。
後楽園球場で刑事2人が拳銃の闇ブローカーを捕まえるシーンでは、実際の巨人対南海の試合映像が使われており、川上哲治・青田昇・千葉茂・武末悉昌ら当時の選手の姿も見られる。『全集 黒澤明』（岩波書店）の第2巻に収録されたシナリオでは、この試合は巨人対阪神戦となっており、別当の名前が見られる。また、「ラッキーセブンでございます」の場内放送に合わせて観客が一斉に立ち上がり、セブンス・イニング・ストレッチをする様子も見られる。
緊迫したシーンにあえて穏やかで明るい曲を流し、わざと音と映像を調和させない〈音と画の対位法〉という手法が本作でも用いられている。劇中の使用例をみると、佐藤刑事がホテルで撃たれるシーンでは、ホテルのラジオから「ラ・パロマ」が流れ、ラストの村上と遊佐が対決する緊迫感あるシーンでは、主婦が弾く穏やかなクーラウのピアノ曲ソナチネ第１番ハ長調作品20−1と、最後に子供達が歌う「蝶々」が流れる。なお、本作では既成曲が多用されており、村上が復員兵に変装し闇市でピストル屋を探すシーンでは夜来香、東京ブギウギ、ブンガワンソロなどの流行歌が使われ、根負けした女スリが情報提供するシーンではヨシフ・イヴァノヴィチのドナウ川のさざなみがハーモニカで演奏される。

## 評価

### 受賞
- 第23回キネマ旬報ベスト・テン 第3位
- 第4回毎日映画コンクール 撮影賞、音楽賞、美術賞、男優演技賞（志村喬）
- 第4回芸術祭賞
- 都民映画コンクール 銀賞[2]
- シナリオ作家協会 シナリオ賞[2]

### ランキング
- 1989年：「大アンケートによる日本映画ベスト150」（文藝春秋発表）第62位
- 1995年：「日本映画 オールタイム・ベストテン」（キネマ旬報発表）第52位
- 1999年：「オールタイム・ベスト100・日本映画編」（キネマ旬報発表）第38位[20]
- 2009年：「オールタイム・ベスト映画遺産200 日本映画篇」（キネマ旬報発表）第10位[21]

## その他
- タイトルバックの野良犬が喘ぐシーンは、野犬狩りで捕まえた犬を貰い受け、撮影所の周りを走らせた後で撮影したものである。しかし、アメリカの動物愛護協会の婦人から「正常な犬に狂犬病の注射をした」と告発された。供述書を出してこの出来事は幕となったが、黒澤は「戦争に負けた悲哀を感じた」と語っている[8]。
- 黒澤は、本作を撮り終えた時、俳優やスタッフと別れるのがつらかったと、自伝『蝦蟇の油』に記している[22]。
- 村上刑事が銃弾の線条痕を照合するため鑑識を訪れる場面では、鑑識の担当者が別の拳銃を砂箱の中に撃ち込んでいるが、ここでは本物の九四式拳銃が使われた。村上刑事から盗まれて遊佐の手に渡る拳銃がコルト式という設定であるのに対し、本作のポスターやスチールの写真では九四式拳銃が使われている。
- 2010年（平成22年）に公開された『踊る大捜査線 THE MOVIE3 ヤツらを解放せよ!』では、本作のオマージュが随所に捧げられており、バスの乗客に本作の志村喬と三船敏郎と同じ格好をした者がいる。
- 「長嶋茂雄は立教大学野球部時代に後輩を連れて当作品を鑑賞した際、当作品のことを『ノヨシケン』と言い間違えていたエピソードがある」と複数の筆者により書かれているが、玉木正之によるとこれは一言多十が『七人の侍』を『七人のマチ（待）』と言ったとされるエピソードに付会して創作されたものであるという[23]。
- 世界三大映画祭における監督賞を制覇したアメリカの映画監督であるポール・トーマス・アンダーソンは、本作をお気に入りの一本に挙げており、自身の作品である『マグノリア』では、本作へのオマージュとして警官が拳銃を紛失するというエピソードを描いた。
- 俳優の中島春雄は、俳優学校時代に研修で撮影所を訪れたところ黒澤に声をかけられ本作品の撮影に参加したが、出演シーンはカットされていた[10][24][25]。のちに『七人の侍』（1954年）へ中島が出演した際には、黒澤は中島のことを憶えていたという[26]。

## リメイク版
1973年（昭和48年）9月29日公開。松竹製作・配給。監督は森﨑東、主演は渡哲也。カラー、ワイド、104分。主役の刑事が拳銃を盗まれる冒頭シーンはほぼ同じであるが、ストーリーが進むにつれてオリジナルとは大きく異なった展開を見せ、クライマックスは在日米軍などで揺れる沖縄問題がテーマとなる。
スタッフ
- 監督：森﨑東
- 原作：黒澤明、菊島隆三
- 脚本：一色爆
- 音楽：佐藤勝

キャスト
- 村上：渡哲也
- 佐藤：芦田伸介
- 一枝：松坂慶子
- 比嘉清輝：志垣太郎
- 佐川：田中邦衛
- 運転手：財津一郎
- 監察官：中丸忠雄
- 佃みさお：緑魔子
- 大城朱実：中島真智子
- 佃三郎：内田喜郎
- 捜査主任：山本麟一
- 布恵：赤木春恵
- 新聞記者：森次晃嗣
- 単車屋の親爺：殿山泰司
- 社長夫人：千石規子
- 食堂のおかみ：浦辺粂子
- ハツオ：佐藤蛾次郎
- 佃三郎：堀内正美
- 具志堅哲：上原守次
- 謝花勝紀：山城春芳
- 宮里隆：安座間政吉
- 鈴木史男：粕谷正治
- 佐藤修一：山口松男
- 須藤健
- 南川直
- 江角英明
- 加藤忠
- 金親保雄
- 長浜鉄平
- 神太郎
- 島田茂
- 河原裕昌
- 中川秀人
- 城戸卓
- 木村賢治
- 小森英明
- 渡辺紀行
- 今井健太郎
- 中田耕二
- 川島照満
- 羽生昭彦
- 高畑喜三
- 篠原靖夫
- 田中正人
- 坂田多恵子
- 平川さよみ
- 光映子
- 中野礼子
- 松下努
- 高木信夫
- 土紀養児
- 土田桂司
- 源勇介
- 長谷川英敏
- 高杉和宏
- 後藤泰子
- 秩父晴子

## テレビドラマ
2013年（平成25年）1月19日に、テレビ朝日系にてテレビドラマ化され、「テレビ朝日開局55周年記念 黒澤明ドラマスペシャル 野良犬」として放送された。主なキャストとして江口洋介、広末涼子、中村獅童、柄本佑らを起用。また、映画を主な活躍の場としている永瀬正敏の久々のテレビドラマ出演作である。このテレビドラマは黒澤の『野良犬』を原作としているものの、主人公がバスの中で拳銃を盗まれる場面から盗まれた拳銃の行方を追うという筋回しが共通している以外は、物語、登場人物の設定など大きく変更されており、ほぼオリジナルストーリーとなっている。

### キャスト
〈 〉内は設定年齢。
- 村上翔一〈39〉：江口洋介
- 遊佐英〈39〉：永瀬正敏
- 遊佐アキ〈35〉：広末涼子
- 重山浩介〈40〉：中村獅童
- 村上美佐〈33〉：ミムラ
- 柳下銀次〈38〉：柄本佑
- 佐藤正賢〈50〉：大杉漣
- 羽田礼文〈49〉：嶋田久作
- 福本隣太郎〈45〉：でんでん
- 野田強：本田博太郎
- 川畑正一：千葉哲也
- 城北署長：阿藤快
- 警備員：山中聡
- 澄田ミドリ：筒井真理子
- 辻浩市：大西武志
- 貴山侑哉、潟山セイキ、森下能幸、六車勇登、富永凌平、松田佳祐、西本銀次郎、斉藤春貴、篠川桃音、谷口誠、本庄義弥、古川真司、東加奈子、安福毅、酒井善史、足立智充、坂本三成、淵上泰史、西田清史、有山尚宏、廣瀬善樹、木村智早、青木都、萩野梨奈、永井努、柳川公輔、岩瀬和樹、松田篤史、奥山ばらば、小田直哉
- 中野勇介(トランペット)、ハタヤテツヤ(ピアノ)、安達貴史(ベース)、能村亮平(ドラム)

### スタッフ
- 原作：黒澤明監督作品 映画『野良犬』
- 監督：鶴橋康夫
- 脚本：黒澤明、菊島隆三
- 脚色：池端俊策
- 音楽：仲西匡
- 特殊メイク：松井祐一
- 技斗：二家本辰巳
- ガンエフェクト：納富貴久男
- 技術協力：バスク、ビデオスタッフ、ジースタッフ
- 美術協力：テレビ朝日クリエイト
- 照明協力：嵯峨映画
- 音響効果：スポット
- VFX：IMAGICA
- 編集・MA：ザ・チューブ
- チーフプロデューサー：五十嵐文郎（テレビ朝日）
- プロデューサー：黒田徹也（テレビ朝日）、飯田爽（テレビ朝日）、秦祐子（ROBOT）
- 制作協力：ROBOT
- 制作著作：テレビ朝日